# Heinz Abraham
Heinz Abraham (* 30. Juni 1911 in Allenstein (Ostpreußen); † 2. März 1992 in Berlin) war ein deutscher Antifaschist, Historiker und Diplomat. Während seiner Emigration in der UdSSR arbeitete er u. a. als Architekt und Bauleiter im Wohnungs- und Industriebau. In der DDR war er Hochschullehrer für Geschichte und Politik der Kommunistischen Partei der Sowjetunion (KPdSU) an der Parteihochschule „Karl Marx“ der Sozialistischen Einheitspartei Deutschlands (SED) und von 1960 bis 1964 Gesandter der Deutschen Demokratischen Republik (DDR) in der Sowjetunion.

## Leben
Heinz Abraham wurde als achtes Kind in einer jüdischen Handwerkerfamilie am 30. Juni 1911 in Allenstein (Ostpreußen) geboren. Er besuchte die Realschule und absolvierte dann eine Lehre als Zimmermann. Von 1929 bis 1932 studierte er Hochbautechnik an der Höheren Technischen Staatslehranstalt für Hoch- und Tiefbau in Görlitz und Breslau. Während des Studiums war er Mitglied der Kommunistischen Studentenfraktion (KoStuFra) in Breslau. Abraham engagierte sich frühzeitig in der kommunistischen Jugendbewegung, trat 1931 in die Kommunistische Partei Deutschlands (KPD) ein und kämpfte aktiv gegen die nationalsozialistische Machtergreifung. Nach dem Reichstagsbrand von den Nazis verfolgt, ging er zunächst in die Illegalität und emigrierte 1933 in die UdSSR, von der er politisches Asyl erhielt.
Als Mitarbeiter des sowjetischen staatlichen Projektierungsbüros Gorstroiprojekt arbeitete Abraham u. a. gemeinsam mit einer Gruppe von Architekten des Bauhauses an verschiedenen Bauprojekten in Moskau, Westsibirien und Zentralasien, wie z. B. beim Aufbau der Sozgorod Orsk. In den ersten Emigrationsjahren belegte er in Moskau politische Abendkurse, so an der Kommunistischen Universität der nationalen Minderheiten des Westens (KUNMZ). Nach einer militärischen Ausbildung bei der Roten Armee ging Abraham nach Spanien und war von 1937 bis 1939 Offizier der Internationalen Brigaden im spanischen Bürgerkrieg. Im Frühjahr 1939 wurde er in Südfrankreich interniert und kehrte dann in die UdSSR zurück, in der er wieder für Gorstroiprojekt auf verschiedenen Baustellen arbeitete. Nach dem deutschen Überfall auf die Sowjetunion im Juni 1941 war Abraham zunächst in Westsibirien als Bauleiter und Ingenieur am Aufbau von evakuierten Industrieanlagen aus sowjetischen Kriegsgebieten beteiligt. 1942 wurde er zur Arbeitsarmee mobilisiert und in einem Arbeitslager (GULAG) zum Aufbau eines Aluminiumwerkes im Nord Ural interniert. Von Sommer 1943 bis Anfang 1945 war er Politinstrukteur der Roten Armee in einem sowjetischen Kriegsgefangenenlager und unterrichtete anschließend an einer Parteischule der KPD bei Moskau.
Heinz Abraham kehrte 1946 aus der UdSSR nach Deutschland zurück.
Von 1946 bis 1952 war er Hochschullehrer an der Parteihochschule „Karl Marx“ der SED in Liebenwalde und Kleinmachnow und 1952 bis 1960 ordentlicher Professor am Lehrstuhl Geschichte und Politik der KPdSU an der nach Berlin verlegten Parteihochschule. Von 1960 bis 1964 war Abraham Außerordentlicher Gesandter und Bevollmächtigter Minister an der Botschaft der DDR in der Sowjetunion. Nach seiner Rückkehr nach Berlin 1964 übernahm er wieder bis zu seiner Emeritierung die Professur am Lehrstuhl für Geschichte der KPdSU der Parteihochschule.
Heinz Abraham starb am 2. März 1992 in Berlin.

## Auszeichnungen und Ehrungen
- 6. Mai 1955 und 1961 Vaterländischer Verdienstorden in Silber
- 1966 Verdienstmedaille der DDR
- 1970 Orden des Vaterländischen Krieges ersten Grades (Sowjetunion)[2][3]
- 1971 Vaterländischer Verdienstorden in Gold[3]
- 1976 Karl-Marx-Orden[3]
- 1981 Ehrendoktor der Parteihochschule „Karl Marx“[3]
- 1981 Ehrenspange zum Vaterländischen Verdienstorden in Gold[3]
- 1985 Medaille „40. Jahrestag des Sieges im Großen Vaterländischen Krieg 1941–1945“[4]
- 1986 Orden Stern der Völkerfreundschaft in Gold[3]

## Schriften
- Die Große Sozialistische Oktoberrevolution. Ausgangspunkt und Basis der Verwandlung des Sozialismus in ein Weltsystem. Berlin 1957.
- Zu einigen aktuellen Fragen des Kampfes der Kommunistischen Partei der Sowjetunion in der Übergangsperiode (1921–1924). Dietz Verlag, Berlin 1958.
- Die brüderlichen Beziehungen zwischen der KPdSU und der SED - das feste Fundament der deutsch-sowjetischen Freundschaft. Berlin 1963.
- Mit der Sowjetunion für Frieden und Sozialismus. Berlin 1965.
- Die Kampfgemeinschaft zwischen der SED und der KPdSU- das Fundament deutsch-sowjetischer Freundschaft. Zentralvorstand der Gesellschaft für Deutsch-Sowjetische Freundschaft, Abteilung Propaganda, Berlin 1966.
- mit Karl-Heinz Kühnau: Die Leninsche „Deklaration der Rechte des werktätigen und ausgebeuteten Volkes“. Berlin 1970.
- Weltenwende 1917. Der Kampf der Bolschewiki um die Gewinnung der Massen vor und während der Großen Sozialistischen Oktoberrevolution. 3. Auflage 1987. Berlin 1977.
- Sowjetrussland 1917–1918. Die Errichtung und Festigung des ersten sozialistischen Staates der Welt. Berlin 1980.
- 1941–1945 Großer Vaterländischer Krieg der Sowjetunion. Erlebnisse, Tatsachen, historische Lehren. Berlin 1985.